# Naves, Nord

Naves este o comună în departamentul Nord, Franța. În 1 ianuarie 2022 avea o populație de 623 de locuitori.